# Australopericoma cesticella
Australopericoma cesticella är en tvåvingeart som beskrevs av Quate och Brown 2004. Australopericoma cesticella ingår i släktet Australopericoma och familjen fjärilsmyggor.
Artens utbredningsområde är Costa Rica. Inga underarter finns listade i Catalogue of Life.